# Michael F. Singer
Michael F. Singer (* 25. Februar 1950 in New York City) ist ein US-amerikanischer Mathematiker.
Singer studierte an der New York University mit dem Bachelor-Abschluss 1970 und an der University of California, Berkeley, mit dem Master-Abschluss 1972 und der Promotion bei Maxwell Rosenlicht 1974 (Functions Satisfying Elementary Relations). Er war ab 1974 Instructor an der State University of New York at Stony Brook (SUNY) und ab 1976 Assistant Professor, ab 1982 Associate Professor und ab 1986 Professor an der North Carolina State University. 
1978/78 und 1985 war er am Institute for Advanced Study. 2001/02 war er Deputy Director und 2002/03 Acting Director des MSRI. Er war Gastprofessor an der Universität Bonn, an den Universitäten in Rennes, Straßburg und Linz und Gastwissenschaftler am Isaac Newton Institute. Er ist Fellow der American Mathematical Society.
Er befasst sich mit Differentialalgebra und algorithmischer Algebra.

## Schriften
- mit Marius van der Put: Galois theory of linear differential equations, Grundlehren der mathematischen Wissenschaften, Springer Verlag, 2003
- mit Marius van der Put: Galois Theory of Difference Equations, Lecture Notes in Mathematics 1666, Springer 1997
- Herausgeber: Differential Equations and Computer Algebra, Academic Press 1991